# Spinulum
Spinulum, rod paprati u porodici Lycopodiaceae smješten u potporodicu Lycopodioideae. Postoje dvije priznate vrste iz holarktika (Euroazija, Sjeverna Amerika). 

## Opis
Spinulum je nedavno je ustanovljen rod likofita, Haines (2003: 85) na temelju Lycopodium annotinum Linnaeus (1753: 1103) kako bi se smjestile te vrste Lycopodiuma Linnaeus (1753: 1100) s.l. sa pojedinačnim strobilima. U protologu roda autor je naveo tri vrste i jedan hibrid (Haines 2003), ali srodna kineska vrsta L. neopungens H.S.Kung & Li Bing Zhang u Zhang & Kung (2000: 268) nije obrađena. Naziv L. neopungens (Zhang 2004; Zhang & Iwatsuki 2013) predstavlja „dobru vrstu“, ali je sinonim (sin. nov.) za S. canadense (Romhild ex Nessel 1940: 169) Haines (2013: 86) prema Hainesu (2003), a potonji se ne pojavljuje u Kini. Stoga ga opisuju kao novu vrstu Spinuluma. Spinulum je jedan od 166 rodova likofita i paprati za pteridofitnu floru Kine (Zhang 2017), uključujući Dendrolycopodium Haines (2003: 84) koji je nedavno prihvaćen (Zhou & Zhang 2017).

## Vrste
1. Spinulum annotinum (L.) A.Haines
2. Spinulum lioui Li Bing Zhang & H.He; ograničena na Mandžuriju